# RWDM Brussels FC
Pour les articles homonymes, voir Bruxelles (homonymie).
Ne pas confondre avec RWD Molenbeek, un autre club de football basé à Molenbeek, jusqu'en 2002.
Ne pas confondre avec Racing White Daring de Molenbeek (5479), un club issu du rachat du matricule du désormais ancien K. Standaard Wetteren et relocalisé à Molenbeek en 2015.
Maillots
Dernière mise à jour : 24 juin 2014.
Le Football Club Molenbeek Brussels Strombeek est un ancien club de football belge basé à Bruxelles. Porteur du matricule 1936, ce club a évolué durant quatre saisons en Division 1.
Après sa rétrogradation administrative en Division 3 en mai 2014, le président du club, Johan Vermeersch, annonce sa mise en liquidation le 24 juin 2014. Endetté, le club est radié par la Fédération belge quelques jours plus tard.

## Repères historiques
- 1932 : 30/11/1932; fondation du Strombeek Football Club. Ses couleurs initiales sont Blanc et Noir.
- 1933 : 23/03/1932, le Strombeek Football Club s'affilie à l'Union royale belge des sociétés de football association (URBSFA) sous la dénomination de Football Club Strombeek et reçoit le matricule 1936.
- 1957 : 30/12/1957, Football Club Strombeek (1936) est reconnu "Société Royale".
- 1958 : 05/02/1958, Football Club Strombeek (1936) devient Koninklijke Football Club Strombeek (1936).
- 1975 : 04/02/1975, Koninklijke Football Club Strombeek (1936) adapte ses couleurs officielles en rouge, noir et blanc
- 1984 : mai 1984, Koninklijke Football Club Strombeek (1936) atteint pour la première fois les séries nationales et y preste trois saisons.
- 1988 : mai 1988, Koninklijke Football Club Strombeek (1936) retrouve les séries nationales. Le matricule 1936 ne les quitte plus jusqu'à sa disparition.
- 2003 : 01/07/2003, Koninklijke Football Club Strombeek (1936) prend la dénomination de Football Club Molenbeek Brussels Strombeek (1936). Ce changement d'appellation fait suite à son déménagement vers le stade Edmond Machtens à Molenbeek. Dans le langage courant, le club devient "le Brussels".
- 2006 : 18/04/2006, Football Club Molenbeek Brussels Strombeek (1936) se fait appeler "Football Club Molenbeek Brussels", mais ce changement n'est jamais officialisé par l'URBSFA, de même que divers autres noms tels que "FC Brussels", "RWDM Brussels FC", etc.
- 2014 : 30/06/2014, Après que ses dirigeants eurent annoncé la mise en liquidation de leur club le 24/06/2014, l'URBSFA prononce la radiation du Football Club Molenbeek Brussels Strombeek (1936).

## Historique

### K. FC Strombeek

Ancien logo.

Fondé en 1932 sous le nom de Strombeek FC, le club rejoint l'URBSFA au printemps 1933 en football sous la dénomination officielle de FC Strombeek. Devenu "K. FC Strombeek" en 1958, le club reste plus d'un demi-siècle dans l'anonymat des séries provinciales.
Le club remonte en 1re provinciale du Brabant pour la saison 1982-1983 qu'il boucle à la 4e place. La saison suivante, Strombeek ne concède qu'une seule défaite (16 victoire et 13 partages ). Il décroche le titre provincial avec quatre points d'avance sur Grimbergen et gagne le droit de monter en séries nationales pour la première fois de son Histoire.
Cinquième en 1985, il ne termine que douzième la saison suivante. Au terme de sa troisième saison de Promotion, Strombeek se classe 14e, quatre points derrière...Grimbergen. C'est le retour en P1 en compagnie de deux autres cercles brabançons: le Wolvertem SC et le SK Lombeek.
Ce renvoi au « purgatoire » est bref car dès 1988, le K. FC Strombeek conquiert un second titre provincial, cette fois devant le R. CS Brainois qui monte aussi en Promotion. Dès lors, le matricule 1936 qui quitte plus les séries nationales jusqu'à sa disparition seize ans plus tard.
Le retour en Promotion est positif avec une 10e place puis une 4e. Par contre, en 1990-1991, Strombeek flirte avec la zone rouge et évite la descente de justesse (13e).
À partir de la saison 1991-1992, le K. FC Strombeek ne quitte plus le "top 5". Il est même vice champion de Denderleeuw en 1993.
À partir de 1993-1994, le principe de "Tour final" est mis en œuvre. Strombeek est chaque fois dans le coup. Mais le plaisir n'excède pas le fait de se qualifier. En 1994, le "KFCS" est battu dès le premier tour au White Strar Lauwe (4-1). La saison suivante, au même stade, il est défait à domicile (0-1) par Eupen.
En 1995-1996, Strombeek est versé dans la série "D", majoritairement composée d'équipes francophones. Le matricule 1936 remporte le titre devant l'AFC Tubize et monte en Division 3.
La "maiden saison" au 3e niveau est brillante avec un accès au tour final. Strombeek y surclasse le Racing Jet Wavre (3-0) et Hoogstraten (0-3). Mais en finale, le SK St-Nicolas/Waas est trop fort (3-0).
Le club banlieusard du Nord de Bruxelles passe les deux exercices suivants dans le "ventre mou" du classement. En 2000, Strombeek remporte le titre avec 6 points d'avance sur le Vigor Hamme et accède à la Division 2.
Dans l'antichambre de l'élite, le K. FC Strombeek évolue tranquillement au milieu du classement pendant trois saisons. À la fin de la compétition 2002-2003, se présente un certain Johan Vermeersch...

### FC Molenbeek Brussels Strombeek
Johan Vermeersch est à l'époque un des grands patrons du désormais ex-RWD Molenbeek déclaré en faillite en 2002. L'homme d'affaires propose de reprendre le K. FC Strombeek et de l'installer au Stade Edmond Machtens orphelin de son club.
Le dossier est rapidement bouclé, le K. FC Strombeek et son matricule 1936 prennent le nom de FC Molenbeek Brussels Strombeek. Cette dénomination sera la seule officielle malgré divers coups de com' ou opérations de marketing visant à appeler le club "FC Brussels" ou "RWDM Brussels FC". Les organes de presse et le langage populaire tomberont aisément dans le panneau.
Sportivement l'opération réussit avec le titre de D2 conquit directement en 2004. Le matricule 1936 monte en Division 1 ! En 2005, il "sauve sa peau" avec une 15e place finale. C'est Emilio Ferrera (dernier coach du RWDM) qui entraîne le club mais avec un bilan de 14 points après 22 matchs, il est limogé. Robert Waseige accepte la périlleuse mission de sauvetage en 10 matchs, et la réussit. Le club ne laisse derrière lui que Beveren et les deux relégués, Ostende et Mons. Le maintien est assuré en grande partie par les arrivées d'Igor de Camargo et de Werry Sels.
Les nombreux supporters de l'ex-RWDM (matricule 47) qui suivent alors le "FCMBS" se rassurent pendant le championnat 2005-2006. Le club a engagé Albert Cartier comme entraîneur et a conservé initialement son buteur de Camargo (mais il passe au Standard de Liège lors du mercato d'hiver). Avec l'arrivée de Julien Gorius et le retour d'un ancien de la maison "RWDM" Ibrahim Kargbo, le club va réaliser sa meilleure saison en Division 1 en atteignant une apaisante 10e place. Mais la sérénité n'est qu'apparente car le matricule 1936 dissimule des "zones d'ombre". L'ambiance dans les coulisses n'est pas au beau fixe. Les dirigeants de ce qui était le "K. FC Strombeek", qui devaient apporter leurs soutien financier, se sont retirés du projet. Seul aux commandes, Johan Vermeersch veut retirer le terme "Strombeek' et dénommer son club "FC Molenbeek Brussels", mais, l'URBSFA n'avalisera jamais ce changement.

#### Dénominations aléatoires et non-officielles
Familièrement identifié comme le "FC Brussels", le club termine à une modeste 13e place en 2007. Mais la saison suivante, c'est l'irrémédiable renvoi en D2 qui attend les fans du club rouge et noir. Dernier, avec 14 unités de moins que l'AEC Mons le premier sauvé, le club n'a guère d'arguments à faire valoir.
Malgré les souhaits de ses dirigeants, le "FC Brussels" ne ressort jamais de la D2. Du moins vers le haut. Modeste 10e en 2009, les pensionnaires du stade Machtens suivent de loin la réforme qui réduit la Division à 16 équipe et échouent au 14e rang la saison suivante.
Un retour vers l'élite n'est que rarement évoqué car le club est davantage concerné par la lutte pour éviter la descente en Division 3. Ainsi en 2012, il se classe de nouveau 14e, mais avec seulement 5 points de mieux que le barragiste Tirlemont. Et cela ne s'arrange pas la saison suivante avec une nouvelle 14e place mais seulement trois longueurs d'avance sur les trois derniers.
Johan Vermeersch multiplie les effets d'annonce. Il est un des premiers à comparer la D2 à "un mouroir pour club". Par ailleurs, il cherche des investisseurs et/ou des repreneurs pour son club...de plus en plus endetté. Alors que les supporters se lassent et n'y croient plus guère, Vermeersch y va d'un coup de com' et rebaptise son club RWDM Brussels FC. L'URSBFA n'officialise pas ce changement.
Sportivement la saison 2013-2014 est un peu meilleure que ses devancières directes. Le matricule 1936 se classe 8e, soit son plus haut classement depuis sa relégation.
A cette époque, la Belgique du football a déjà fait connaissance avec la "problématique des licences", c'est-à-dire l'obtention d'une autorisation pour évoluer en D1 ou en D2. Au terme de l'exercice 2013-2014, la Commission des Licences de l'URBSFA n'accorde pas de licence au matricule 1936. Le 2 mai 2014, la CBAS rejette l'appel introduit et condamne du même coup le club à une relégation en Division 3.

## Arrêt et radiation
Le 24 juin 2014, Johan Vermeersch annonce la mise en liquidation du club. Aucun repreneur ne se manifeste et vu l'endettement, l'URBSFA prononce la radiation du matricule 1936.

## Résultats dans les divisions nationales
Statistiques clôturées, club disparu

### Palmarès
- 1 fois champion de Belgique de Division 2 en 2004.
- 1 fois champion de Belgique de Division 3 en 2000.
- 1 fois champion de Belgique de Promotion en 1996.

## Anciens logos

Ancien logo du FC Mol. Brussels Str.

### Bilan
| Niv | Divisions     | Jouées | Titres | TM Up | TM Down |
| --- | ------------- | ------ | ------ | ----- | ------- |
| I   | 1re nationale | 4      | 0      |       |         |
| II  | 2e nationale  | 10     | 1      |       |         |
| III | 3e nationale  | 4      | 1      | 1     |         |
| IV  | 4e nationale  | 11     | 1      | 2     |         |
| V   | 5e nationale  | 0      | 0      |       |         |
|     |               |        |        |       |         |
|     | TOTAUX        | 29     | 3      | 3     | 0       |

- TM Up : test-match pour départager des égalités, ou toutes formes de Barrages ou de Tour final pour une montée éventuelle.
- TM Down : test-match pour départager des égalités, ou toutes formes de Barrages ou de Tour final pour le maintien.

### Classements
| Ordre               | Saison  | Nom du club      | Niveau             | Classement final | Remarques         |
| ------------------- | ------- | ---------------- | ------------------ | ---------------- | ----------------- |
| 1                   | 1984-85 | K. FC Strombeek  | Promotion série A  | 5e/16            |                   |
| 2                   | 1985-86 | K. FC Strombeek  | Promotion série C  | 12e/16           |                   |
| 3                   | 1986-87 | K. FC Strombeek  | Promotion série B  | 14e/16           | Relégué           |
| séries provinciales |         |                  |                    |                  |                   |
| 4                   | 1988-89 | K. FC Strombeek  | Promotion série B  | 10e/16           |                   |
| 5                   | 1989-90 | K. FC Strombeek  | Promotion série B  | 4e/16            |                   |
| 6                   | 1990-91 | K. FC Strombeek  | Promotion série A  | 13e/16           |                   |
| 7                   | 1991-92 | K. FC Strombeek  | Promotion série B  | 4e/16            |                   |
| 8                   | 1992-93 | K. FC Strombeek  | Promotion série B  | 2e/16            |                   |
| 9                   | 1993-94 | K. FC Strombeek  | Promotion série B  | 4e/16            | Tour final        |
| 10                  | 1994-95 | K. FC Strombeek  | Promotion série B  | 3e/16            | Tour final        |
| 11                  | 1996-96 | K. FC Strombeek  | Promotion série D  | 1er/16           | Champion et promu |
| 12                  | 1996-97 | K. FC Strombeek  | Division 3 série A | 3e/16            | Tour final        |
| 13                  | 1997-98 | K. FC Strombeek  | Division 3 série A | 8e/16            |                   |
| 14                  | 1998-99 | K. FC Strombeek  | Division 3 série A | 11e/16           |                   |
| 15                  | 1999-00 | K. FC Strombeek  | Division 3 série A | 1er/16           | Champion et promu |
| 16                  | 2000-01 | K. FC Strombeek  | Division 2         | 10e/18           |                   |
| 17                  | 2001-02 | K. FC Strombeek  | Division 2         | 9e/18            |                   |
| 18                  | 2002-03 | K. FC Strombeek  | Division 2         | 9e/18            |                   |
| 19                  | 2003-04 | FC Brussels      | Division 2         | 1er/18           | Champion et promu |
| 20                  | 2004-05 | FC Brussels      | Division 1         | 15e/18           |                   |
| 21                  | 2005-06 | FC Brussels      | Division 1         | 10e/18           |                   |
| 22                  | 2006-07 | FC Brussels      | Division 1         | 13e/18           |                   |
| 23                  | 2007-08 | FC Brussels      | Division 1         | 18e/18           | Relégué           |
| 24                  | 2008-09 | FC Brussels      | Division 2         | 10e/19           |                   |
| 25                  | 2009-10 | FC Brussels      | Division 2         | 14e/19           |                   |
| 26                  | 2010-11 | FC Brussels      | Division 2         | 11e/18           |                   |
| 27                  | 2011-12 | FC Brussels      | Division 2         | 14e/18           |                   |
| 28                  | 2012-13 | FC Brussels      | Division 2         | 14e/18           |                   |
| 29                  | 2013-14 | RWDM Brussels FC | Division 2         | 8e/18            | Relégué           |

## Entraîneurs
| Nom                       | Période           |
| ------------------------- | ----------------- |
| Harm van Veldhoven        | 2003-2004         |
| Emilio Ferrera            | 2004-2005         |
| Robert Waseige            | 2005-2005         |
| Albert Cartier            | 2005-2008         |
| Franky Van der Elst       | 2008-2008         |
| Marc Grosjean             | 2008-2009         |
| Patrick Wachel (interim)  | 2009-2009         |
| Christophe Dessy          | 2009-2010         |
| Chris Van Puyvelde        | 2010-2011         |
| Michel De Wolf            | 2011-2011         |
| Christian Rits (interim)  | 2011-2012         |
| Stéphane Demol            | 2012- 06/2012     |
| Nouredine Zaiour          | 08/2012 - 10/2012 |
| Didier Beugnies           | 10/2012 - 02/2013 |
| Benjamin Nicaise          | 02/2013 - 03/2013 |
| Mohammed Acimi (interim)  | 03/2013 - 04/2013 |
| Didier Beugnies (interim) | 04/2013           |
| Roland Baelen (interim)   | 04/2013 - 06/2013 |
| Didier Beugnies           | 06/2013 - 01/2014 |
| Jean-Guy Wallemme         | 01/2014 - 06/2014 |

## Anciens joueurs
- Igor de Camargo
- Eric Deflandre
- Bertrand Crasson
- Alan Haydock
- Steve Barbé
- Cheikhou Kouyaté
- Ibrahim Kargbo
- Benjamin Mokulu
- Julien Gorius
- Jean-Paul Eale Lutula